# بطولة تونس لكرة السلة للرجال 2011–12
بطولة تونس لكرة السلة للرجال 2011–12 هو الموسم رقم 57 من بطولة تونس لكرة السلة للرجال.

فاز بهذا الموسم النجم الرياضي الساحلي.

## روابط خارجية
- الموقع الرسمي للجامعة التونسية لكرة السلة.